# Comiso
Comiso is een gemeente in de Italiaanse provincie Ragusa (regio Sicilië) en telt 29.402 inwoners (31-12-2004). De oppervlakte bedraagt 64,9 km², de bevolkingsdichtheid is 453 inwoners per km².
De volgende frazioni maken deel uit van de gemeente: Comiso en Pedalino e Quaglio.

## Demografie
Comiso telt ongeveer 10910 huishoudens. Het aantal inwoners steeg in de periode 1991-2001 met 0,6% volgens cijfers uit de tienjaarlijkse volkstellingen van ISTAT.
| Jaar | Inwoneraantal |
| ---- | ------------- |
| 1991 | 28.906        |
| 2001 | 29.076        |

## Geografie
De gemeente ligt op ongeveer 209 m boven zeeniveau.
Comiso grenst aan de volgende gemeenten: Chiaramonte Gulfi, Ragusa en Vittoria.
Vijf kilometer ten noorden van Comiso ligt de Luchthaven Comiso.

## In Comiso geboren
- Gesualdo Bufalino (1921-1996), schrijver.[2]
- Salvatore Fiume (1915-1997), schilder.[2]
- Salvatore Adamo (1943), zanger.

## Galerij

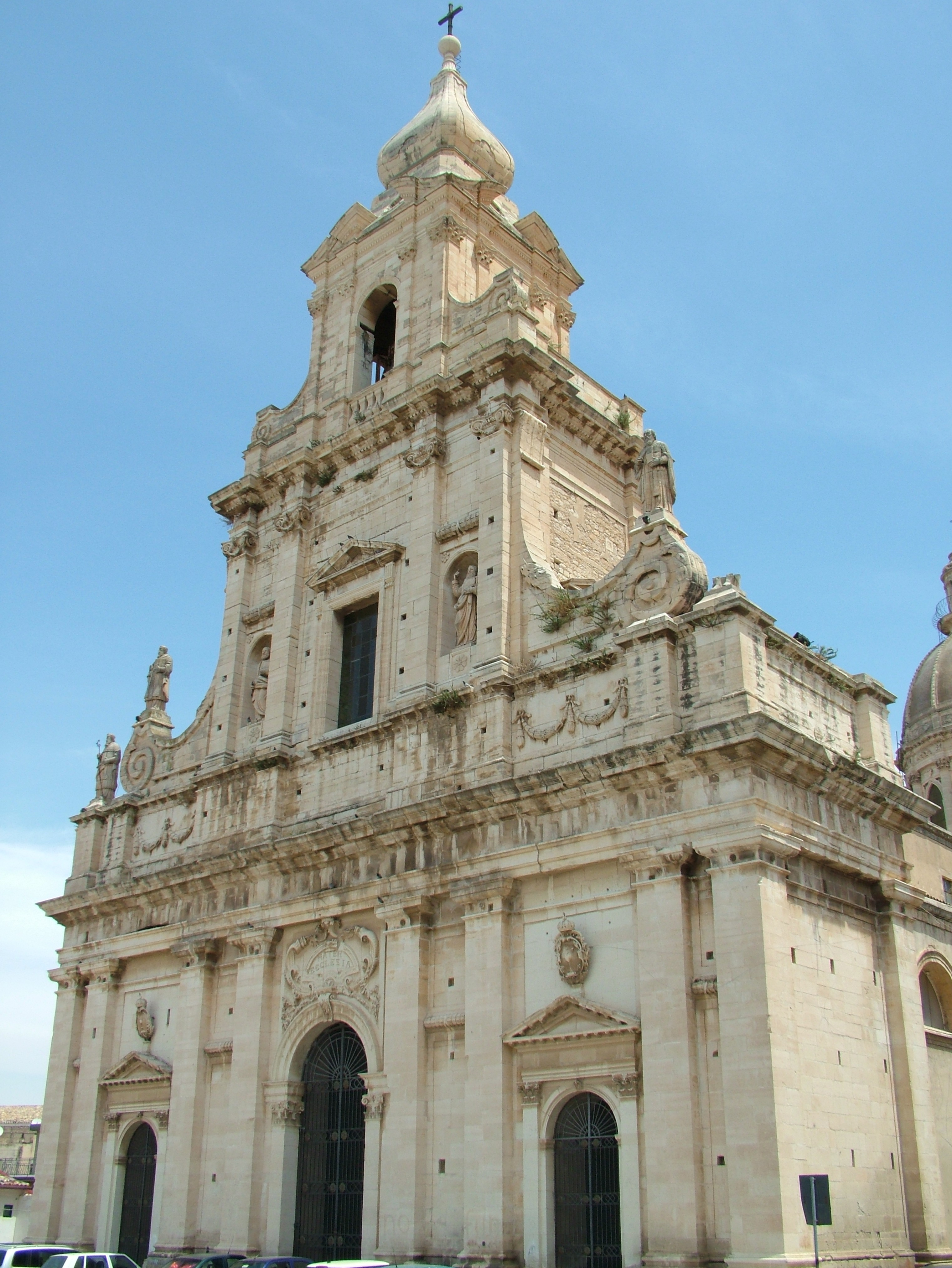
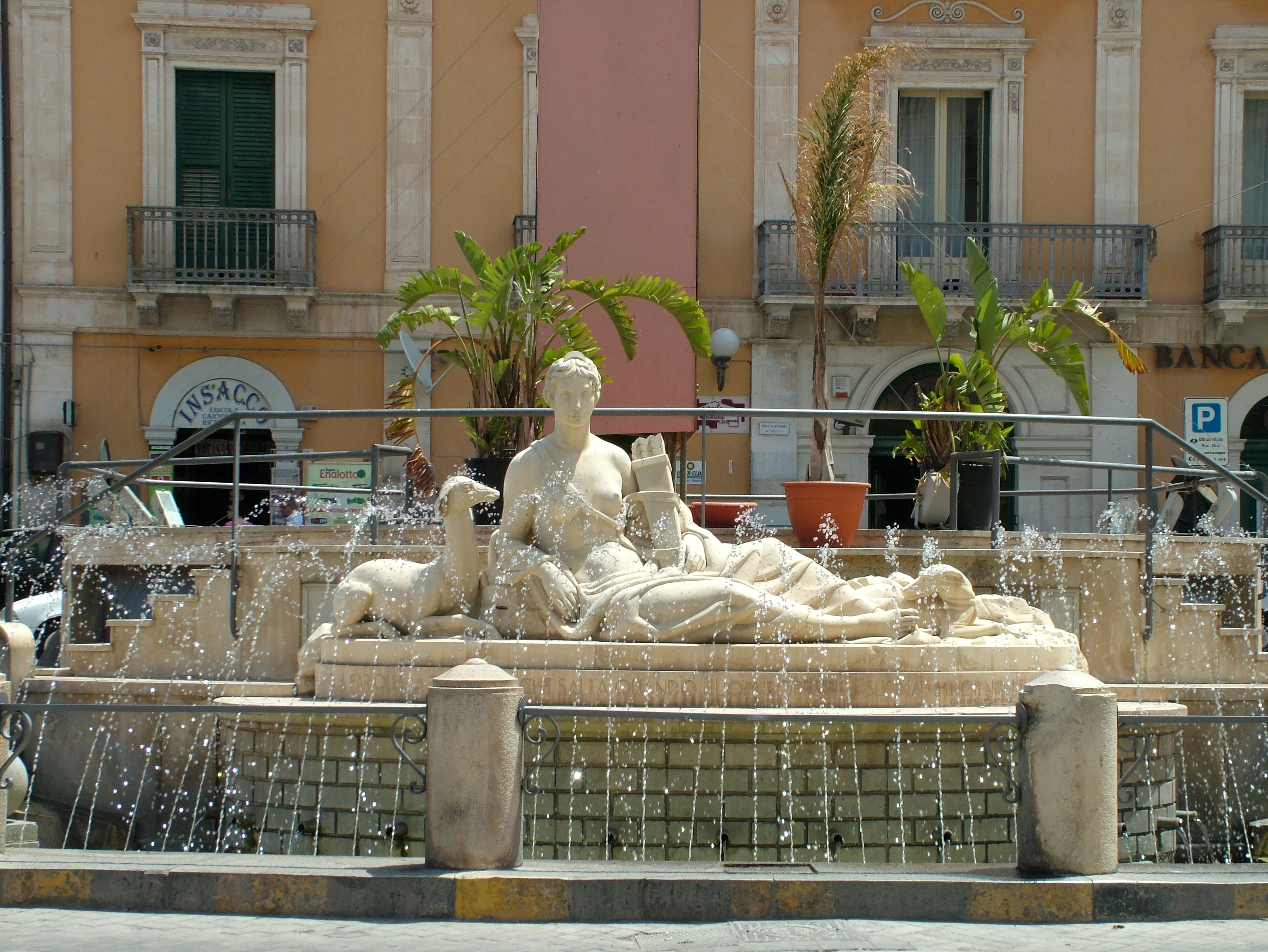
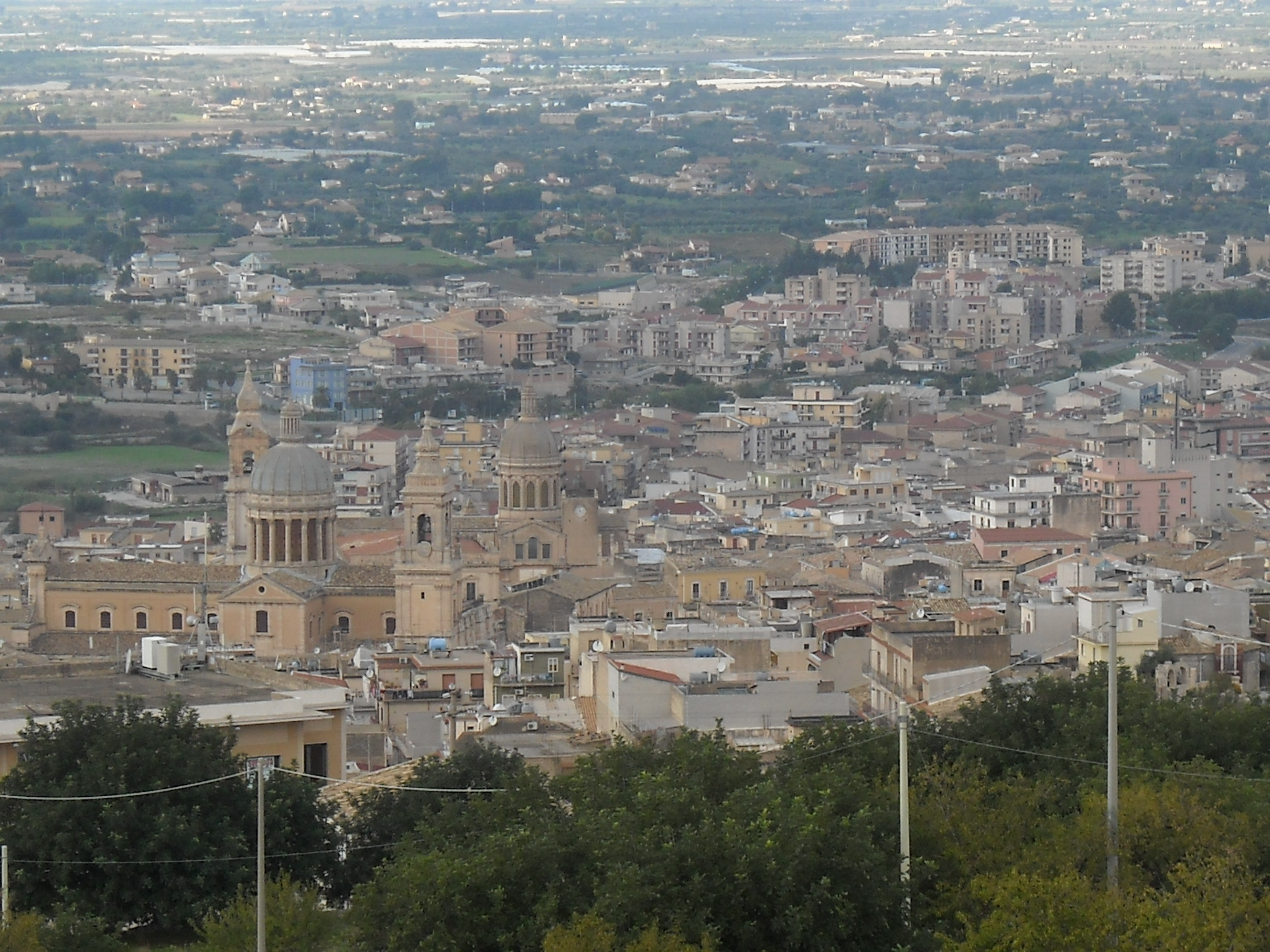
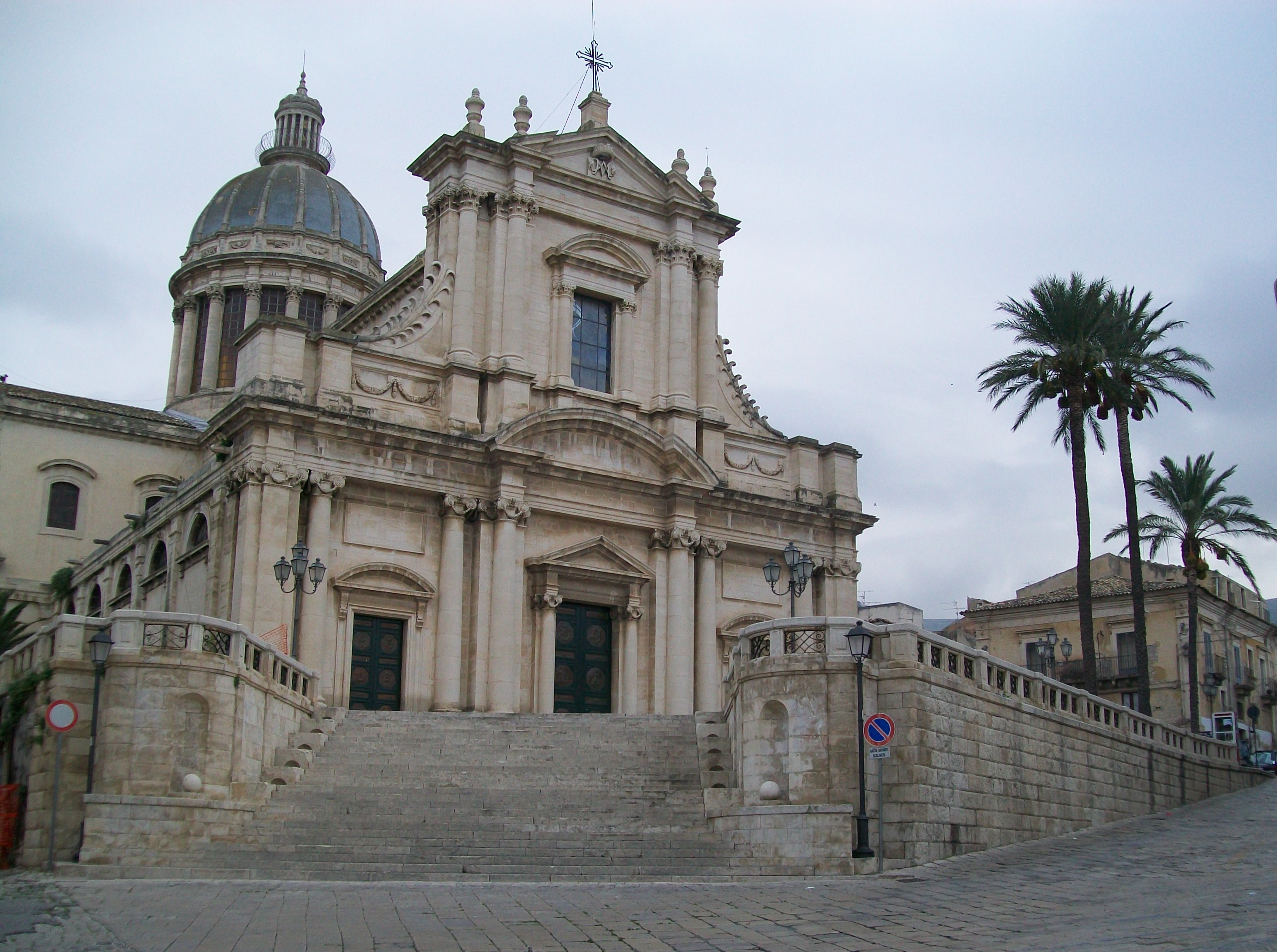
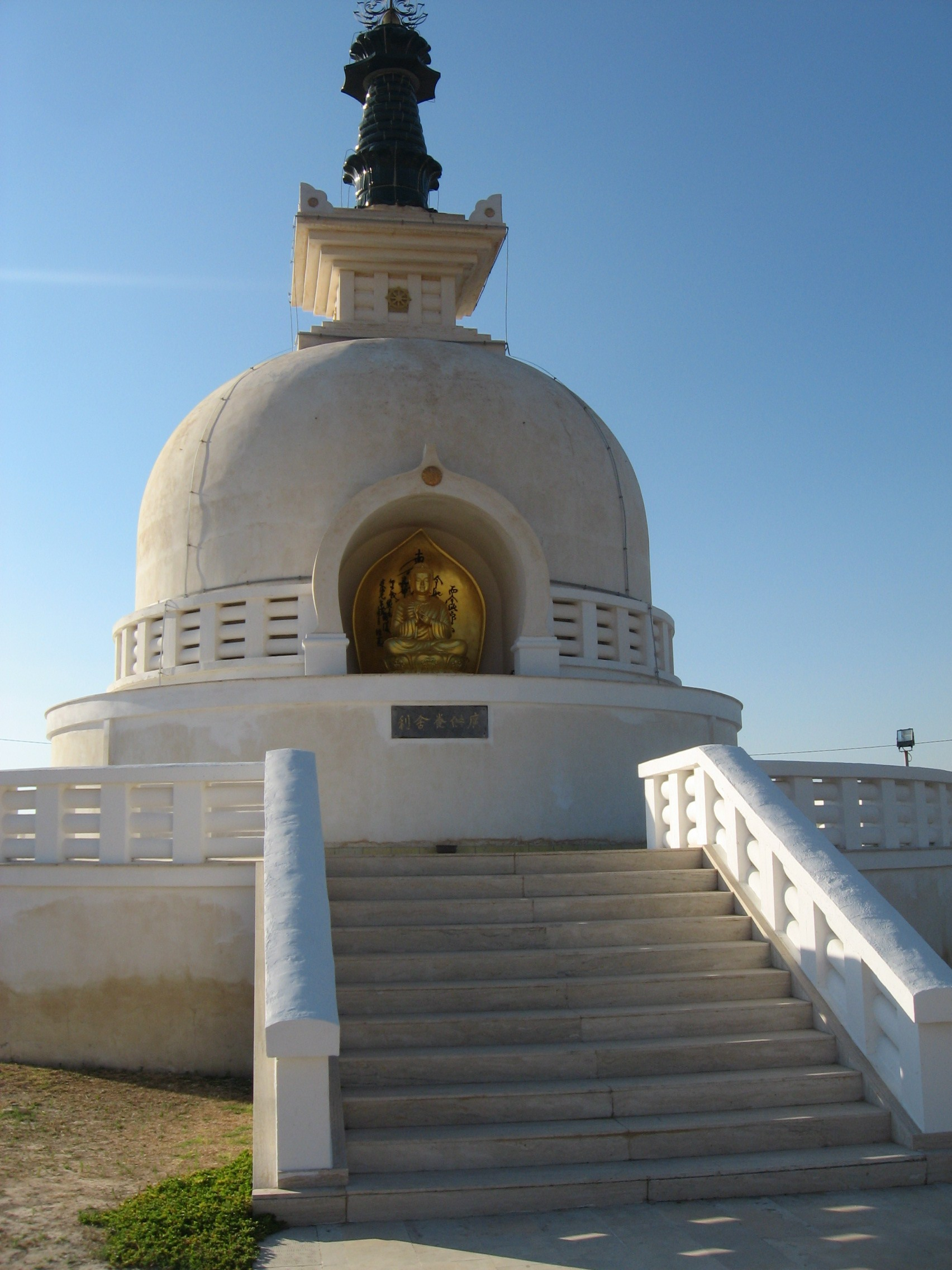
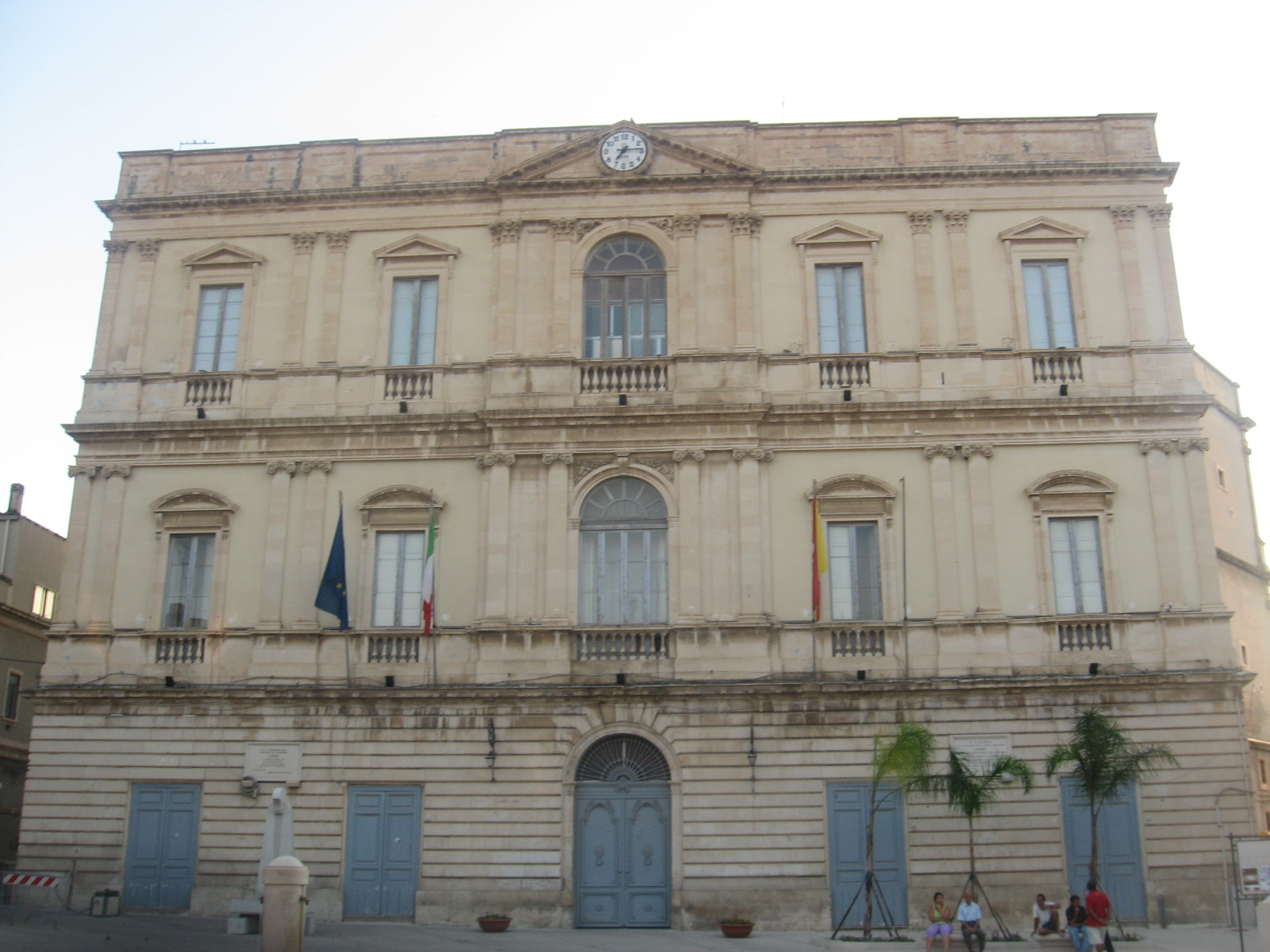

Acate · Chiaramonte Gulfi · Comiso · Giarratana · Ispica · Modica · Monterosso Almo · Pozzallo · Ragusa · Scicli · Santa Croce Camerina · Vittoria